# Музкол
Музкол (на руски: Музкол) е планински хребет в централната част на Памир, разположен на територията на Таджикистан. Простира се от запад на изток, като леко изпъкнала на север дъга, на протежение около 130 km. На запад започва от устието на река Кудара (десен приток на Бартанг), а на изток завършва до долината на река Акбайтал (десен приток Мургаб). На юг със стъмни склонове се спуска към долината на река Муксу (средното течение на Бартанг) и десният ѝ приток Западен Пшарт. На северозапад достига до долината на река Кокуйбел (лява съставяща на Кудара), на север се спуска към котловината на езерото Каракул, а на североизток чрез прохода Акбайтал (4655 m) се свързва със Сариколския хребет. Гребенът му е с типичен алпийски релеф, а в останалите части преобладават обширните каменистите високопланински ландшафти и стръмни скалисти и чакълести склонове. Максимална височина връх Съветски офицери (6233 m), (38°25′17″ с. ш. 73°18′10″ и. д. / 38.421389° с. ш. 73.302778° и. д.), издигащ се в централната му част. Изграден е основно от метаморфни шисти, пясъчници и варовици. Подножията му са заети от високопланинска пустиня с крайно оскъдна и рядка криофилна растителност. Има 440 малки ледника с обща площ 330 km².

## Топографска карта
- J-43-А М 1:500000[2]